# Список персонажів мультсеріалу «Бетмен» (2004)

Логотип мультсеріалу

Бе́тмен (англ. The Batman) — мультсеріал про пригоди молодого бізнесмена Брюса Вейна, та його альтер-его супергероя-детектива Бетмена.
Тут представлено список персонажів даного мультсеріалу.

## Список персонажів

### Протагоністи
| Персонаж                                       | Актор                             | Перша поява                                | Епізоди |
| Брюс Вейн/Бетмен                               | Ріно Романо                       | «Кажан у Дзвіниці»                         | З'являється у всіх епізодах |

Робін, Бетмен і Бетґьорл

| Барбара Гордон/Бетґьорл/Оракул                 | Деніель Ідовіц, Келлі Мартін      | «Бетґьорл: Початок, Частина Перша»         | - «Бетґьорл: Початок, Частина Перша» - «Бетґьорл: Початок, Частина Друга» - «Темний Лицар, Згадай» - «RPM» - «Мускули» - «Коти, що Сміються» - «Квіти Зла» - «Учень» - «Грім» - "Команда Пінгвіна - «Прорив» - «Дивний Новий Світ» - «Артефакти» - «Наступні» - «Двоє Одного Виду» - «Приєднання, Частина Перша» - «Приєднання, Частина Друга» - «Біле Тепло» - «Джокер Експрес» - «Атака Жахливого Тріо» - «Загублені Герої, Частина Друга» |
| Детектив Ітан Беннет/Глиноликий/Соломон Ґранді | Стів Гарріс, Кевін Гревіу         | "Кажан у Дзвіниці"                         | - «Кажан у Дзвіниці» - «Дзвінок від Кобблпота» - «Тяга» - «Чоловік, який був би Кажаном» - «Великий Мороз» - «Кіт і Кажан» - «Догори Дригом» - «Гумове Обличчя Комедії (Частина 1)» - «Глиняне Обличчя Трагедії (Частина 2)» - «Розплавлення» - «Ніч Ґранді» - «Глиноликі» |
| Дік Грейсон/Робін/Найтвінг                     | Еван Сабара, Джеррі О'Коннелл     | «Матерія Сім'ї»                            | - «Матерія Сім'ї» - «Команда Пінгвіна» - «Глиноликі» - «Всюдисюща Людина» - «Розрив» - «Дивний Новий Світ» - «Артефакти» - «Наступні» - «Помста Загадника» - «Двоє Одного Виду» - «Слухи» - «Приєднання, Частина Перша» - «Приєднання, Частина Друга» - «Історія Бетмена/Супермена, Частина Перша» - «Історія Бетмена/Супермена, Частина Друга» - «Запаморочення» - «Біле Тепло» - «Дзеркало Темряви» - «Джокер Експрес» - «Кинуте Кільце» - «Металеве Обличчя Комедії» - «Кінець Бетмена» - «Що тут Піднімається»? - «Загублені Герої, Частина Перша» - «Загублені Герої, Частина Друга» |
| Комісар Джеймс Гордон                          | Мітч Піледжі                      | "Ніч і Місто"                              | - «Ніч і Місто» - «Бетґьорл: Початок, Частина Перша» - «Бетґьорл: Початок, Частина Друга» - «Темний Лицар, Згадай» - «RPM» - «Мускули» - «Квіти Зла» - «Готівка для Іграшок» - «Грім» - «Ґотемський Ультиматичний Провидець Криміналу» - «Розрив» - «Дивний Новий Світ» - «Артефакти» - «Джокер Експрес» - «Що тут Піднімається?» |
| Альфред Пенніворт                              | Алаштер Данкан                    | "Кажан у Дзвіниці"                         | З'являється майже у всіх епізодах |
| Детектив Еллен Інь                             | Мінг-На Вен                       | "Кажан в Дзвіниці"                         | - «Кажан у Дзвіниці» - «Дзвінок від Кобблпота» - «Тяга» - «Чоловік, Який Був би Кажаном» - «Великий Мороз» - «Кіт і Кажан» - «Догори Дригом» - «Гумове Обличчя Комедії (Частина 1)» - «Глиняне Обличчя Трагедії (Частина 2)» - «Кіт, Кажан, Злодій» - «Загаданий» - «Вогонь і Крига» - «Розплавлення» - «ДжейТБ» - «Дивні Думки» - «Ніч і Місто» |
| Капітан Енджел Рохас                           | Едвард Джеймс Олмос, Джессі Корті | "Кажан у Дзвіниці"                         | - «Кажан у Дзвіниці» - «Догори Дригом» - «Гумове Обличчя Комедії (Частина 1)» - «Глиняне Обличчя Трагедії (Частина 2)» - «Кіт, Кажан, Злодій» - «Загаданий» - «Вогонь і Крига» - «Розплавлення» - «Дивні Думки» - «Ніч і Місто» |
| Дж'онн Дж'онзз/Марсіанський Мисливець          | Доріан Хервуд                     | "Приєднання, Частина Перша"                | - «Приєднання, Частина Перша» - «Приєднання, Частина Друга» - «Загублені Герої, Частина Перша» - «Загублені Герої, Частина Друга» |
| Баррі Аллен/Флеш                               | Чарлі Шлаттер                     | "Приєднання, Частина Друга"                | - «Приєднання, Частина Друга» - «Дзеркало Темряви» - «Загублені Герої, Частина Перша» - «Загублені Герої, Частина Друга» |
| Кларк Кент/Супермен                            | Джордж Ньюберн                    | "Історія Бетмена/Супермена, Частина Перша" | - «Історія Бетмена/Супермена, Частина Перша» - «Історія Бетмена/Супермена, Частина Перша» - «Загублені Герої, Частина Перша» - «Загублені Герої, Частина Друга» |
| Хел Джордан/Зелений Ліхтар                     | Дермот Малруні                    | "Приєднання, Частина Друга"                | - «Приєднання, Частина Друга» - «Кинуте Кільце» - «Загублені Герої, Частина Перша» - «Загублені Герої, Частина Друга» |
| Катар Хол/Чоловік-Яструб                       | Роберт Патрік                     | "Приєднання, Частина Друга"                | - «Приєднання, Частина Друга» - «Що тут Піднімається?» - «Загублені Герої, Частина Перша» - «Загублені Герої, Частина Друга» |
| Олівер Квін/Зелена Стріла                      | Кріс Гардвік                      | "Приєднання, Частина Друга"                | - «Приєднання, Частина Друга» - «Запаморочення» - «Загублені Герої, Частина Перша» - «Загублені Герої, Частина Друга» |
| Детектив Кеш Тенкінсон                         | Патрік Варбертон                  | «ДжейТБ»                                   | - «ДжейТБ» - «Готівка для Іграшок» |
| Люціус Фокс                                    | Люіс Ґоссетт Мол.                 | "Приєднання, Частина Перша"                | - «Приєднання, Частина Перша» - «Приєднання, Частина Друга» - «Історія Бетмена/Супермена, Частина Перша» |

### Антагоністи

Злочинці Готем Сіті

| Персонаж                                                                                           | Актор                                        | Перша поява                                    | Епізоди |
| Джокер                                                                                             | Кевін Майкл Річардсон                        | "Кажан у Дзвіниці"                             | - «Кажан у Дзвіниці» - «Догори Дригом» - «Гумове Обличчя Комедії (Частина 1)» - «Кажан, що Сміється» - «Розплавлення» - «ДжейТБ» - «Дивні Думки» - «Ніч і Місто» - «Кулачний Потік» - «Мускули» - «Коти, що Сміються» - «Учень» - «Глиноликі» - «Двоє Одного Виду» - «Слухи» - «Приєднання, Частина Друга» - «Джокер Експрес» - «Металеве Обличчя Комедії» - «Кінець Бетмена» - «Загублені Герої, Частина Перша» |
| Віктор Фрайс/Містер Фріз                                                                           | Кленсі Браун                                 | "Великий Мороз"                                | - «Великий Мороз» - «Вогонь і Крига» - «Крижані Глибини» - «Артефакти» - «Слухи» - «Приєднання, Частина Друга» - «Історія Бетмена/Супермена, Частина Перша» - «Загублені Герої, Частина Перша» |
| Бейн                                                                                               | Жоакім ді Алмейда, Рон Перлман, Кленсі Браун | "Тяга"                                         | - «Тяга» - «Команда Пінгвіна» - "Слухи - «Приєднання, Частина Друга» - «Історія Бетмена/Супермена, Частина Перша» |
| Роман Сіоніс/Чорна Маска                                                                           | Джеймс Ремар                                 | "Розрив"                                       | - «Розрив» - «Слухи» - «Історія Бетмена/Супермена, Частина Перша» - «Що тут Піднімається?» |
| Селіна Кайл/Жінка-Кішка                                                                            | Джина Гершон                                 | "Кіт і Кажан"                                  | - «Кіт і Кажан» - «Кіт, Кажан, Злодій» - «Ляльки, до Багатств» - «Коти, що Сміються» - «Слухи» |
| Безіл Карло/Глиноликий                                                                             | Воллес Ленгем, Лекс Ленґ                     | "Глиноликі"                                    | - «Глиноликі» - «Слухи» - «Історія Бетмена/Супермена, Частина Перша» - «Історія Бетмена/Супермена, Частина Друга» |
| Гарфілд Ліннс/Світляк/Фосфор                                                                       | Джейсон Марсден                              | "Велика Спека"                                 | - «Велика Спека» - «Вогонь і Крига» - «Команда Пінгвіна» - «Слухи» - «Біле Тепло» |
| Харлін Квінзель/Харлі Квінн                                                                        | Гінден Волш                                  | "Двоє Королів"                                 | - «Двоє Одного Виду» - «Слухи» - «Металеве Обличчя Комедії» - «Кінець Бетмена» |
| Вбивця Крок                                                                                        | Рон Перлман                                  | "Болотяний"                                    | - «Болотяний» - «Команда Пінгвіна» - «Слухи» - «Кінець Бетмена» |
| Кірк Ленґстром/Мен-Бет                                                                             | Пітер Макнікол                               | "Чоловік, Який Був би Кажаном"                 | - «Чоловік, Який Був би Кажаном» - «Домашні Тваринки» - «Слухи» - «Атака Жахливого Тріо» |
| Освальд Кобблпот/Пінгвін                                                                           | Том Кенні                                    | "Дзвінок від Кобблпота"                        | - «Дзвінок від Кобблпота» - «Хижий Птах» - «Кіт, Кажан, Злодій» - «Кажан, що Сміється» - «Домашні Тваринки» - «Ніч і Місто» - «Темний Лицар, Згадай» - «Квіти Зла» - «Крижані Глибини» - «Команда Пінгвіна» - «Слухи» - «Кинуте Кільце» - «Кінець Бетмена» |
| Памела Айслі/Отруйний Плющ                                                                         | Пієра Коппола                                | "Бетґьорл: Початок, Частина Перша"             | - «Бетґьорл: Початок, Частина Перша» - «Бетґьорл: Початок, Частина Друга» - «Квіти Зла» - «Слухи» - «Історія Бетмена/Супермена, Частина Перша» - «Історія Бетмена/Супермена, Частина Друга» |
| Едвард Нігма/Загадник                                                                              | Роберт Інглунд                               | "Загаданий"                                    | - «Загаданий» - «Ніч і Місто» - «Помста Загадника» - «Слухи» |
| Х'юго Стрейндж                                                                                     | Френк Ґоршін                                 | "Розплавлений"                                 | - «Розплавлений» - «Дивні Думки» - «Кулачний Потік» - «Ґотемський Ультиматичний Провидець Криміналу» - «Дивний Новий Світ» - «Слухи» - «Загублені Герої, Частина Перша» - «Загублені Герої, Частина Друга» |
| Джейн Блейздейл/Блейз                                                                              | Рейчел Макфарлейн                            | "Біле Тепло"                                   | - «Біле Тепло» |
| Артур Браун/Майстер Підказок                                                                       | Гленн Шадікс, Кет Саусі                      | "QтаA"                                         | - «QтаA» - «Слухи» |
| Граф Вернер Вертіго                                                                                | Ґреґ Елліс                                   | "Запаморочення"                                | - «Запаморочення» |
| D.A.V.E. (Digitally Advanced Villain Emulator)/Ц.Р.Е.Л. (Цифровий Розширений Емулятор Лиходійства) | Джеф Бенетт                                  | "Ґотемський Ультиматичний Провидець Криміналу" | - «Ґотемський Ультиматичний Провидець Криміналу» |
| Джон Марло/Всюдисуща Людина                                                                        | Брендон Раут                                 | "Всюдисуща Людина"                             | - «Всюдисуща Людина» |
| Підкорювач Механізмів                                                                              | Вілл Фрідл                                   | "RPM"                                          | - «RPM» |
| Френсіс Ґрей                                                                                       | Дейв Фолі                                    | "Наступні"                                     | - «Наступні» |
| Приєднання                                                                                         |                                              | "Приєднання, Частина Перша"                    | - «Приєднання, Частина Перша» - «Приєднання, Частина Друга» - «Загублені Герої, Частина Перша» - «Загублені Герої, Частина Друга» |
| Джокер 2.0                                                                                         | Кевін Майкл Річардсон                        | "Металеве Обличчя Комедії"                     | - «Металеве Обличчя Комедії» |
| Хідето Катсу                                                                                       | Кіон Янг                                     | "Кіт і Кажан"                                  | - «Кіт і Кажан» |
| Вбивця Метелик                                                                                     | Джеф Бенетт                                  | «Команда Пінгвіна»                             | - «Команда Пінгвіна» - «Слухи» |
| Лекс Лютор                                                                                         | Кленсі Браун                                 | "Історія Бетмена/Супермена, Частина Перша"     | - «Історія Бетмена/Супермена, Частина Перша» - «Історія Бетмена/Супермена, Частина Друга» |
| Марті                                                                                              | Петтон Освальт                               | "Металеве Обличчя Комедії"                     | - «Металеве Обличчя Комедії» |
| Семюель Скуддер/Дзеркальний Майстер                                                                | Джон Ларрокетт                               | "Дзеркало Темряви"                             | - «Дзеркало Темряви» - «Загублені Герої, Частина Перша» |
| Номер Один                                                                                         | Дідріх Бадер, Джон Маріано                   | "Розрив"                                       | - «Розрив» - «Що тут Піднімається?» |
| Донні/Витівка                                                                                      | Майкл Райш                                   | "Учень"                                        | - «Учень» |
| Ганчірна лялька                                                                                    | Джеф Бенетт                                  | "Ляльки, до Багатств"                          | - «Ляльки, до Багатств» - «Команда Пінгвіна» - «Слухи» |
| Маріо/Слух                                                                                         | Рон Перлман                                  | "Слухи"                                        | - «Слухи» |
| Вільям Меллорі/Гнів                                                                                | Крістофер Горем                              | "Кінець Бетмена"                               | - «Кінець Бетмена» |
| Енді Меллорі/Зневага                                                                               | Деріл Сабара                                 | "Кінець Бетмена"                               | - «Кінець Бетмена» |
| Сінестро                                                                                           | Мігель Феррер                                | "Кинуте Кільце"                                | - «Кинуте Кільце» |
| Карл Сендс/Тіньовий Злодій                                                                         | Дідріх Бадер                                 | "Що тут Піднімається?"                         | - «Що тут Піднімається?» |
| Спеллбіндер                                                                                        | Майкл Массі                                  | "Дворецький Зробить це"                        | - «Дворецький Зробить це» - «Слухи» |
| Темблор                                                                                            | Джим Каммінґс                                | "Бетґьорл: Початок, Частина Перша"             | - «Бетґьорл: Початок, Частина Перша» - «Слухи» |
| Жахливе Тріо/Девід, Джастін та Ембер/Лис, Акула та Стерв'ятник                                     | Девід Фаустіно, Ґуґі Ґресс, Ґрі ДеЛіль       | "Атака Жахливого Тріо"                         | - «Атака Жахливого Тріо» |
| Космо Кренк/Іграшник                                                                               | Петтон Освальт                               | "Готівка для Іграшок"                          | - «Готівка для Іграшок» |
| Іграшковий майстер                                                                                 | Річард Грін                                  | «Загублені Герої, Части Перша»                 | - «Загублені Герої, Части Перша» |
| Арнольд Вескер/Черевомовець                                                                        | Деніел Луї Кастелланета                      | «Великий Манекен»                              | - «Великий Манекен» - «Кулачний Потік» - «Кінець Бетмена» |
| Максиміліан Зевс                                                                                   | Філл ЛаМар                                   | «Грім»                                         | - «Грім» - «Слухи» |
| Тоні Зукко                                                                                         | Марк Гемілл                                  | "Матерія Сім'ї"                                | - «Матерія Сім'ї» |
| Ріно та Маґсі                                                                                      | Джон ДіМаджіо                                | "Великий Манекен"                              | - «Великий Манекен» - «Кулачний Потік» - «Слухи» |
| Близнючки Кабукі                                                                                   |                                              | «Дзвінок від Кобблпота»                        | - «Дзвінок від Кобблпота» - «Хижий Птах» - «Кіт, Кажан, Злодій» - «Ніч і Місто» - «Темний Лицар, Згадай» - «Слухи» |
| Панч і Джуді                                                                                       |                                              | «Гумове Обличчя Комедії (Частина 1)»           | - «Гумове Обличчя Комедії (Частина 1)» - «ДжейТБ» - «Ніч і Місто» - «Коти, що Сміються» - «Учень» - «Двоє Одного Виду» - «Слухи» - «Джокер Експрес» - «Металеве Обличчя Комедії» |